# Миа Николова
Миа Николова (Мария Ненкова Николова) е българска поетеса, родена през ноември 1975 г. в София; веган заради животните.
Завършва специалност „Телекомуникации“ в Техническия университет в София през 1998 г. и работи като инженер по информационни технологии. Пише стихове на български и английски език. Преди да се представи пред българския читател, тя участва в Международен конкурс за поезия през 1997 г. със стихотворение на английски език и е включена в антологията „Пясъкът на времето“, която е издание на Международната библиотека за поезия в Мериленд, САЩ.
Три години по-късно получава наградата „Международен поет на 2000 година“ във Вашингтон, САЩ, бронзов медал и е приета за член на Международното общество на поетите. През 2002 г. присъства и в антологията „Писма на душата“.
„Срещи насън“ е нейната първа стихосбирка на български език. През 2006 г. издава и втората си стихосбирка – „Отново“, на български и английски език.